# 觀光塔

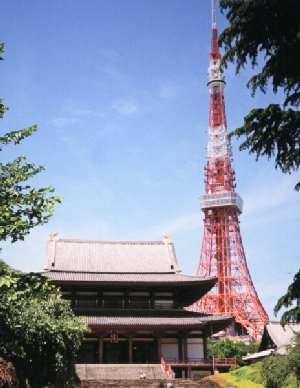
東京鐵塔

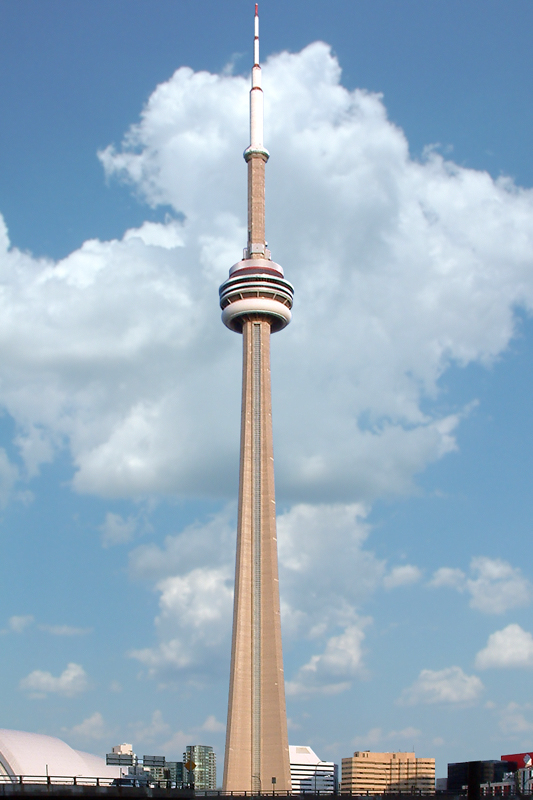
加拿大國家電視塔

觀光塔是一種具有吸引遊客作用的高塔，通常建設在城市的中心區域。
與古代的塔有別，觀光塔是現代工程技術的成品，至19世紀末期才有足夠的技術興建。觀光塔的塔身通常由混凝土或鐵建造，在較高位置設有觀景台，供遊客登上俯瞰城市景色，觀景台與地面之間有電梯及樓梯連接，中間沒有其他樓層。觀光塔的觀景台上，一般設有可360度觀賞風景的瞭望樓層，及設有玻璃窗俯瞰景色的餐廳，部分更是可移動的旋轉餐廳。要登上觀光塔，通常需要付入場費，以做為塔的維護經費。
觀光塔本身也成為城市景色的一部份，作為一個城市的地標，對城市景觀起裝飾作用。觀光塔亦兼具有傳送無線電信號，包括電視及電台等訊號的作用。一些觀光塔，例如澳門旅遊塔，則為遊客提供跳傘及空中漫步等極限娛樂活動。

## 世界著名的觀光塔
- 東京晴空塔，目前世界最高的塔式建築
- 東京鐵塔
- 艾菲爾鐵塔
- 天空塔
- 加拿大國家電視塔
- 東方明珠電視塔
- 吉隆坡塔
- 澳門旅遊塔
- 首爾塔
- 中央广播电视塔
- 天津廣播電視塔
- 广州电视观光塔